# Tertium comparationis
Le terme latin tertium comparationis (« la troisième [partie] de la comparaison ») connait deux utilisations distinctes dans les études modernes :
- en rhétorique, il sert à l'analyse des comparaisons et des métaphores en faisant référence à ce qui est partagé entre les objets comparés, à leur dénominateur commun.
- en linguistique contrastive, où la notion apparemment évidente a fait l'objet de nombreux débats quant à sa nature, sa classification et même à sa validité[2].